# Comune di Faxe
Il comune di Faxe è un comune della Danimarca situato nella regione della Selandia (Sjælland).
Capoluogo e sede amministrativa è la città di Haslev.
Il comune è stato riformato in seguito alla riforma amministrativa del 1º gennaio 2007 accorpando i precedenti comuni di Haslev, Fakse e Rønnede.
Nella cittadina di Faxe ha sede il birrificio Faxe (Faxe Bryggeri) che produce birra e bevande distribuite in tutto il mondo.

## Centri abitati
I centri abitati principali del comune sono:
- Haslev (12 488)
- Faxe (4 193)
- Rønnede (2 956)